# Лінденберг (Рейнланд-Пфальц)
Лінденберг (нім. Lindenberg) — громада в Німеччині, розташована в землі Рейнланд-Пфальц. Входить до складу району Бад-Дюркгайм. Складова частина об'єднання громад Ламбрехт (Пфальц).
Площа — 3,79 км2. Населення становить 1069 ос. (станом на 31 грудня 2020).

## Галерея

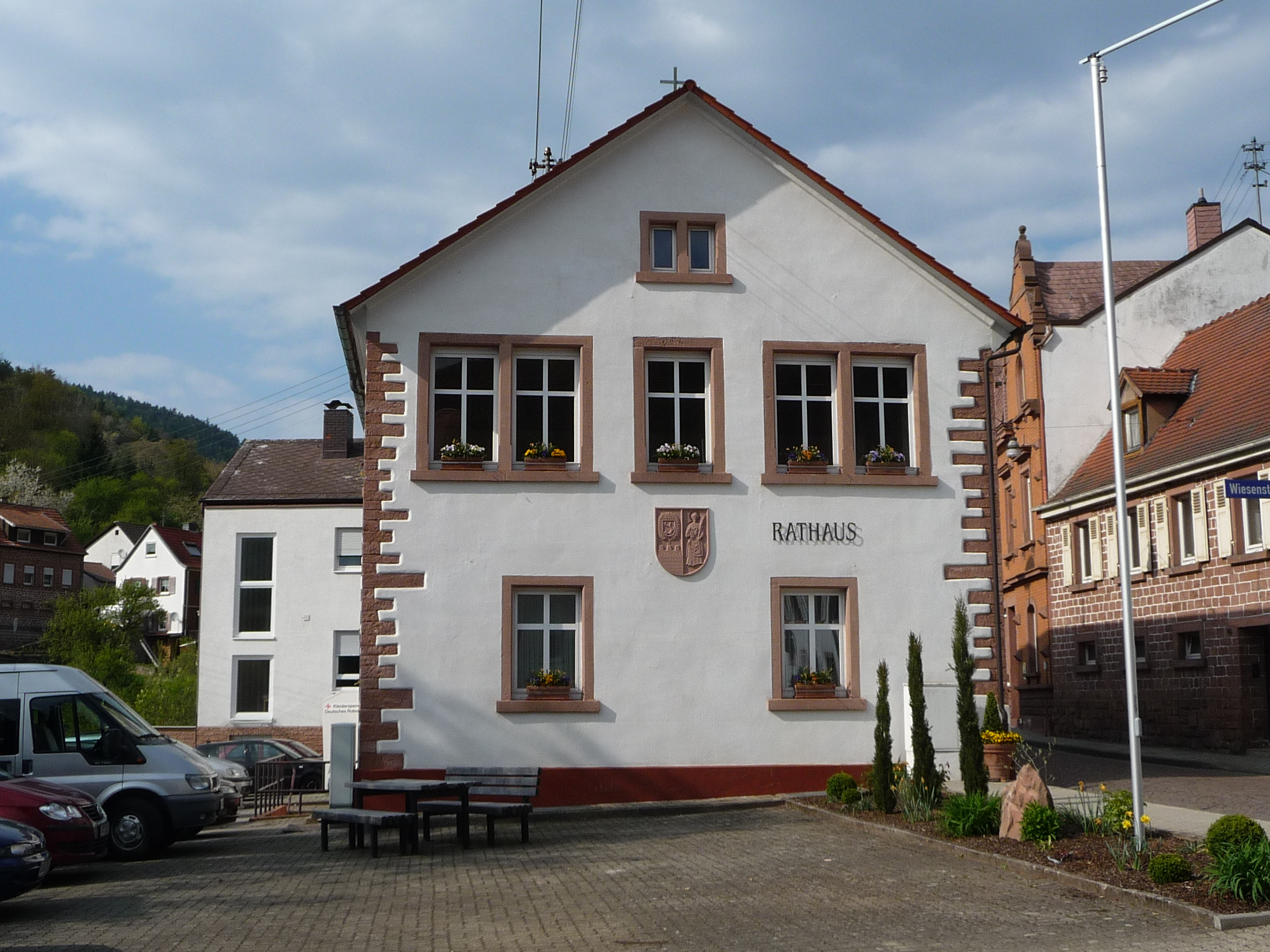
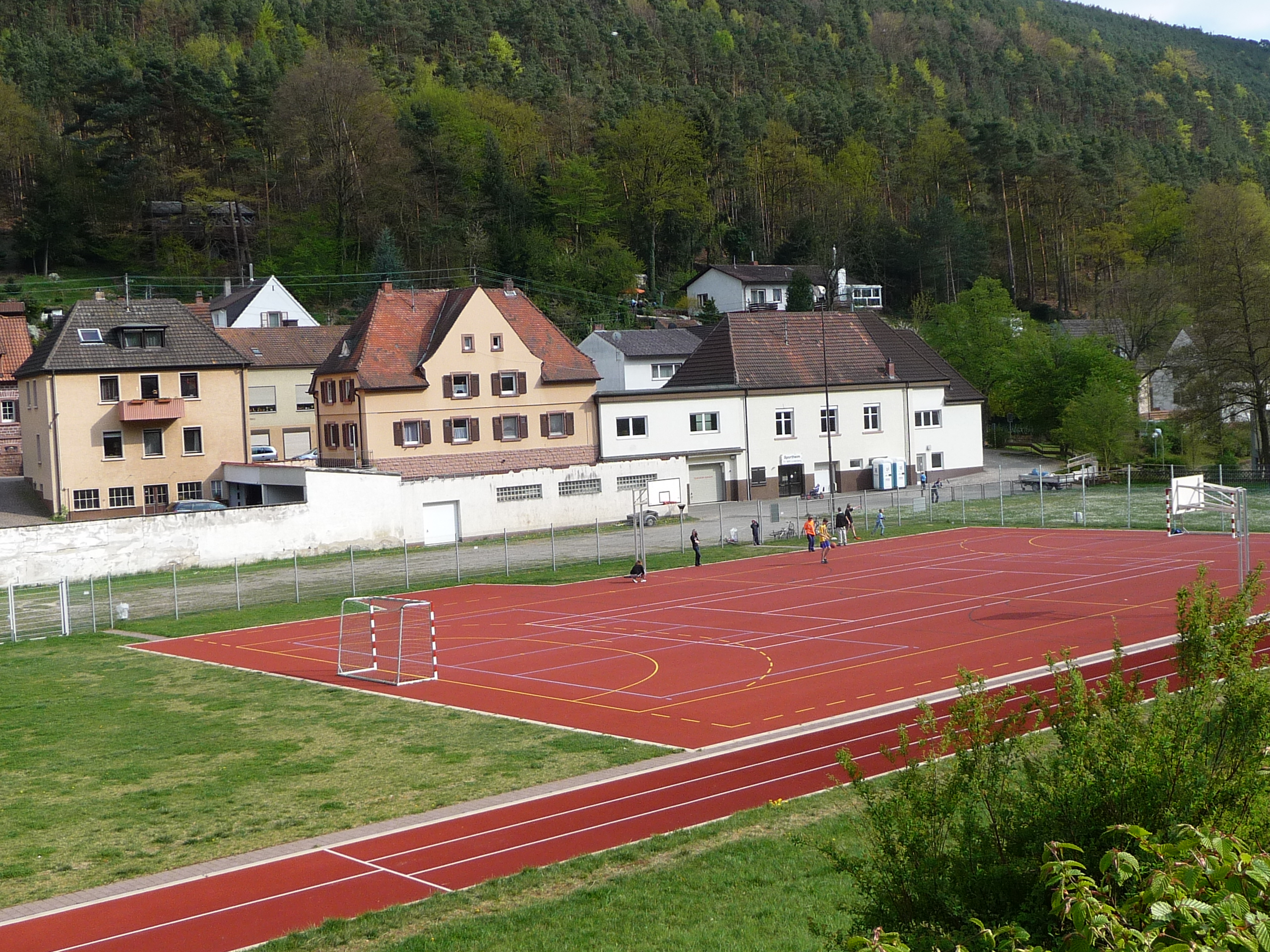
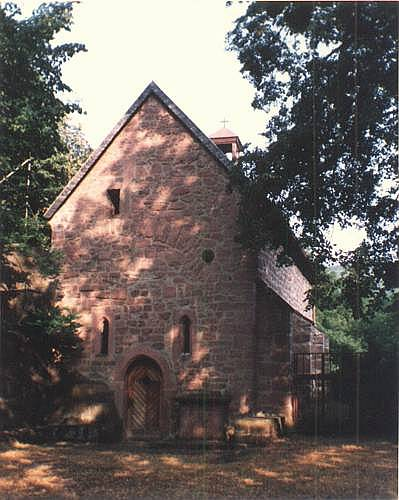